# Temporada 1895-1896 del Liceu
La temporada 1895-1896 es presentava l'hivern la polonesa Regina Pinkert en tres obres tan adients per a una lleugera de prestigi com Lucia di Lammermoor, Les Huguenots i Dinorah. La primavera significà l'estrena de dos títols importants rebuts amb una indiferència total: Manon Lescaut, primer Puccini que arribava al Liceu, i Falstaff, últim títol verdià. Les magnífiques interpretacions respectives dels protagonistes, Eva Tetrazzini i el gran baríton català Ramon Blanchart, no van aconseguir desvetllar l'interès imaginable.
| Temporada 1895-1896 del Liceu |                     |                     |                   | |           |                              |
| Òpera                         | Compositor          | Director musical    | Director d'escena | Papers principals | Producció | Dates                        |
| Lohengrin                     | Richard Wagner      | Vittorio M. Vanz    |                   | Medea Borelli, Carlotta Calvi, Enrico Bertram, Ignazio Tabuyo, Oreste Luppi, Marco Barba |           | 21 de novembre               |
| Aida                          | Giuseppe Verdi      |                     |                   | Emma Zilli/Eva Tetrazzini/Giuseppina Cesareo, Carlotta Calvi/Angelica Nava/Nilde Ponzano/Rosina Blanchart, Michele Mariacher, Tisseyre Achille/Ignazio Tabuyo, Andres Perellò De Segurola/Marco Barba |           | novembre / abril             |
| Lucia di Lammermoor           | Gaetano Donizetti   |                     |                   | Regina Pinkert. Enrico Bertran, Eugeni Laban, Oreste Luppi/Marco Barba |           | novembre                     |
| Dinorah                       | Giacomo Meyerbeer   |                     |                   | Regina Pinkert, Oreste Gennari, Eugeni Laban, Gabriel Rubi |           | desembre                     |
| Otello                        | Giuseppe Verdi      |                     |                   | Eva Tetrazzini/Giuseppina Cesareo, Franco Cardinali, Eugenio Laban/Filippo Aldobrandi |           | desembre                     |
| Les Huguenots                 | Giacomo Meyerbeer   |                     |                   | Medea Borelli, Regina Pinkert, Angelica Nava, Michele Mariacher, Achille Tisseyre, Andres Perello De Segurola, Oreste Luppi                                                                           |           | desembre                     |
| Gioconda                      | Amilcare Ponchielli |                     |                   | Medea Borelli, Tilde Carotini Zonghi, Nilde Ponzano, Franco Cardinali, Eugeni Laban |           | gener                        |
| Pepita Jiménez                | Isaac Albéniz       |                     |                   | Emma Zilli, Carlotta Calvi, Oreste Gennari, Achille Tisseyre, Marco Barba, Oreste Luppi, Anton Oliver, Alfredo Serazzi                                                                                |           | gener                        |
| Cavalleria Rusticana          | Pietro Mascagni     |                     |                   | Emma Zilli, Carlotta Calvi, Oreste Gennari, Filippo Aldobrandi |           | febrer                       |
| Garin                         | Tomás Bretón        |                     |                   | Eva Tetrazzini, Tilde Carotini Zonghi, Franco Cardinali, Achille Tisseyre, Oreste Luppi |           | febrer                       |
| Manon Lescaut                 | Giacomo Puccini     | Cleofonte Campanini |                   | Eva Tetrazzini, Rodolfo Angelini-Fornari, Giuseppe Moretti, Ettore Borelli, Mario Armandi, Tilde Carotini Zonghi, Martí Verdaguer                                                                     |           | 5, 6, 9, 12, 14 i 21 d'abril |
| Falstaff                      | Giuseppe Verdi      |                     |                   | Ramon Blanchart, Eva Tetrazzini, Giuseppina Cesareo, Guerrina Fabbri/Rosina Blanchart, Tilde Carotini Zonghi, Giuseppe Moretti, Ramon Blanchart, Rodolfo Angelini Fornari,                            |           | abril                        |
| Il Profeta                    | Giacomo Meyerbeer   |                     |                   | Guerrina Fabbri, Michele Mariacher, Rodolfo Angelini Fornari, Andres Perellò De Segurola |           | abril                        |